# 松尾兼林
松尾 兼林（まつお けんりん）は、江戸時代初期の武士・実相院の坊官。

## 概要
父は足利義昭の孫で足利義尋の子である実相院義尊の御家人であった柴田兼勝。
実相院の芝之坊は、文明5年（1473年）6月11日に武田政信の請文に「芝御坊」が見え、同11年（1479年）10月23日に「実相院芝坊成伝」が近衛稙家の邸宅を訪れている。成伝は近衛増運が門跡となった時に同時に実相院に入った坊官であった。天正年間（1573年〜1592年）以降に一旦断絶した。
宝永3年（1706年）12月29日に義延入道親王の遺言によって芝之坊松尾家を相続した。正徳元年（1711年）8月8日に78歳で死去した。